# Økologisk station
De økologiske stationer i Brasilien er en type af beskyttet område af Brasilien som defineret af det nationale naturbeskyttelses system "Sistema Nacional de Unidades de Conservação da Natureza (SNUC)". Formålet er at bevare uberørte repræsentative eksempler på de forskellige økosystemer i Brasilien. I samarbejde mellem miljøgrupper og den brasilianske regering er der indført et stigende antal beskyttede stationer i truede områder i et forsøg på at bremse den hastige afskovning og beskytte skovøkosystemer.